# 小行星9621
小行星9621（英語：9621 Michaelpalin）是一颗围绕太阳公转的小行星。1993年3月21日，烏普薩拉－ESO小行星及彗星巡天在拉西拉天文台发现了此天体。
这颗小行星的绝对星等为217.7118492509827等。